# 김봉호
김봉호(한국 한자: 金琫鎬, 1933년 5월 10일~)는 대한민국의 사회운동가, 정치인이다.
본관은 김해(金海)이고 호(號)는 신헌(愼軒)이며 전라남도 해남 출생이다.
수필가 겸 대학 교수 김영균은 그의 막내아들이며, 배우 장진영(2009년 병사)은 막내 자부(子婦)가 된다.

## 학력
- 해남동국민학교 졸업
- 해남중학교 졸업
- 해남고등학교 졸업
- 전남대학교 농과대학 농학과 학사
- 연세대학교 경영대학원 경영학 석사
- 연세대학교 대학원 경제학과 경제학 석사

#### 명예 박사 학위
- 전남대학교 명예 정치학 박사
- 청주대학교 명예 정치학 박사

## 경력
- 전라남도 도청 정책자문위원
- 민주공화당 전라남도 제9지구당 위원장
- 평화민주당 정책위의장
- 남북양국회담 대표
- 평화민주당 사무총장
- 민주당 사무총장
- 국회 경제과학위원장
- 제15대 국회부의장
- 한일의원 연맹 수석부회장 겸 대한민국 연맹 측 회장 직무대행
- 새정치국민회의 특임행정위원
- 새정치국민회의 지도위원장
- 새정치국민회의 중앙상무위원장
- 사단법인 가락중앙종친회 이사장
- 재단법인 가락사적개발연구원 이사장
- 대한민국 헌정회 원로회의 부의장
- 연세대학교 특임교수
- 신민당 고문
- 국민회의 고문
- 국민의당 고문
- 민족중흥회 상임고문
- 사단법인 대한노인회 고문

## 저서

### 저술
- 《정책과 전망 - 上·下권》

## 상훈
- 필리핀 코럼이아 십자대훈장 수상

## 역대 선거 결과
|  | 0% |

|  | 25.42% |

|  | 16.81% |

|  | 63.05% |

|  | 55.98% |

|  | 53.98% |

|  | 40.50% |

## 같이 보기
- 해남군·진도군 (1973년 선거구)
- 해남군의 국회의원
- 진도군의 국회의원
- 해남군·진도군 (1988년 선거구)
- 대한민국의 국회부의장